# Teokrácia
A teokrácia (a gör. Theosz, ’Isten’ és krateia, ’uralom’ szavakból: ’istenuralom’) szót általában többféle politikai rendszerre alkalmazzák, ezek:
- minden olyan állam, amely közvetlenül Isten uralma alatt áll,[1] vagy melyben a világi hatalom forrásának az adott kultúra istenét tekintik[2]
- az az állam, ahol a világi uralkodó a vallási vezetőnek alá van vetve és annak irányításával látja el a feladatát [1] (papocezarizmus, pl. a középkorban a Res publica Christiana)[1]
- néha olyan államot is jelölnek vele, ahol a világi és egyházi hierarchia feje ugyanaz a személy; de ezt sokan elutasítják, ehelyett a cezaropapizmus kifejezést használva. [1]

A legfőbb hatalom a papság vagy a vallási hatalommal is rendelkező vezető vagy uralkodó kezében van, a vallási (egyházi) és állami intézmények nem különülnek el egymástól.
Más felfogás szerint a teokrácia tulajdonképpen nem más, mint papi arisztokrácia.

## Múlt
A történelem során nem voltak ritkák a teokratikus rendszerek, egyes korszakokra (ókor, középkor) kifejezetten jellemző volt. 
Egyiptom
Egyiptomban a fáraó az égi sólyom, a Hórusz, 'A Távoli' földi megtestesülése, ill. Ré napisten fia volt. 
Izrael
Az ókori Izrael népe a Sínai hegyen kötött szövetség (2Móz) óta teokráciában élt, számára az „Úr” az Isten, ahol a törvények azonosak Isten parancsolataival. Mózes, Józsue, a bírák és a királyok abban a hitben gyakorolták a világi hatalmat, hogy Isten nevében vezetik a népet. Izrael királyságában és Júda királyságában is a próféták állandóan emlékeztették erre a királyokat. 
Róma
Az ókori római császárok kormányzása szintén teokratikus volt; az augustus jelzője szent voltukra utalt.  
Közép- és Kelet-Ázsia
A japán császárok a sintó mitológia szerint Amateraszu napistennő leszármazottaiként uralkodtak. 
Bizonyos időszakaiban Tibet is teokratikus jegyeket mutatott, a dalai láma vezetése alatt.

## Napjaink
A 21. század elején többé-kevésbé teokratikus berendezkedésű államoknak tekintik például a Vatikánt, Iránt vagy Szaúd-Arábiát. 
Az ortodox keresztény egyházi közösség teokratikus uralma alatt áll az Athosz-hegyi Köztársaság, mely Görögországhoz tartozik, de lényegében teljes önkormányzattal rendelkezik.

## Jövő
A kereszténység hívői számára a várt Isten országa lényege szerint teokrácia: Isten és Krisztus uralma.